# Jaime Laredo
Jaime Laredo (Cochabamba, Bolívia, 7 de juny de 1941) és un violinista, violista i director d'orquestra bolivià, nacionalitzat estatunidenc.

## Biografia
Nascut el juny de 1941 a Cochabamba, Bolívia. Els seus pares van ser Eduardo Laredo i Elena Unzueta. El seu primer professor de violí va ser Carlos Flamini amb qui va començar als cinc anys. El 1948 la seva família es va traslladar als Estats Units projectant el futur dels seus fills i sobretot el de Jaime, i a San Francisco va prendre lliçons de violí amb Antonio De Grassi. També va estudiar amb Frank Houser abans de traslladar-se a Cleveland (Ohio), on va estudiar amb Joseph Gingold el 1953. Va completar la seva formació en l'Institut de Música Curtis de Filadèlfia on va tenir com a professor a Ivan Galamian.
Va guanyar el primer premi en el concurs internacional Reina Isabel de Brussel·les al maig de 1959.
El seu recital al Carnegie Hall a l'octubre de 1960 va tenir un gran èxit i el va ajudar a llançar la seva carrera. A l'any següent va tocar en el Royal Albert Hall de Londres. Posteriorment, va tocar amb gairebé totes les més importants orquestres europees i americanes, incloses l'Orquestra Simfònica de Boston, l'Orquestra Simfònica de Chicago, l'Orquestra Filharmònica de Nova York, l'Orquestra de Cleveland, l'Orquestra de Filadèlfia, l'Orquestra Simfònica de Londres o l'Orquestra Filharmònica Real de Londres.
De 1960 a 1974 va estar casat amb la també famosa pianista Ruth Laredo (de soltera Ruth Meckler), deixebla de Rudolf Serkin, a qui havia conegut en l'Institut Curtis i amb qui va formar un duo amb el qual van actuar de 1960 fins al naixement de la seva filla Jennifer en 1969.
És també un gran intèrpret de viola, instrument amb el qual va gravar quartets per a piano amb Isaac Stern, Yo-Yo Ma i Emanuel Ax. Va col·laborar amb el pianista Glenn Gould, amb el qual va gravar les sonates per a violí i teclat de Johann Sebastian Bach.

## Director d'orquestra
És el director musical de l'Orquestra Simfònica de Vermont des de 1999.

## Tasca pedagògica
Ha impartit classes en prestigiosos centres com l'Institut Curtis de Música o la Escola de Música Jacobs de la Universitat d'Indiana.

## Concursos, premis, reconeixements
- Queen Elizabeth of Belgium Competition (1959)
- Deutsche Schallplatten Prize
- Gramophone Award
- Nombroses nominacions als premis Emmy.
- Premi Grammy (1992) a la millor interpretació de música de cambra: Quartets per a piano Op. 25 i 26, Ax, Laredo, Jo- Jo Dt. i Stern.[2][3]